# Пересыхание
Пересыха́ние водотока — прекращение стока воды в русле.
Пересыхание наступает в периоды, когда вследствие большой водопоглощающей способности почвы от дождей не возникает сколько-нибудь значительного поверхностного стока и пополнения запасов дренируемых рекой подземных вод, которые истощаются на грунтовый сток, испарение и просачивание ниже зоны дренирования.
Крупные реки в период пересыхания разбиваются на ряд разобщённых между собой плёсов.